# Върджиния
Вижте пояснителната страница за други значения на Върджиния.
Върджѝния (на английски: Virginia; на ирландски: Acadh an Iúir) е град в североизточната част на Ирландия. Намира се в графство Каван на провинция Ълстър на северния бряг на езерото Лох Реймър. Първите сведения за града датират от началото 17 век. Разстоянието от Върджиния до главния административен център на графството Каван е 32 km на северозапад, а на югоизток до столицата Дъблин е около 80 km. Населението му е 1734 жители от преброяването през 2006 г. 